# Empoasca tritabulata
Empoasca tritabulata är en insektsart som beskrevs av Young 1953. Empoasca tritabulata ingår i släktet Empoasca och familjen dvärgstritar. Inga underarter finns listade i Catalogue of Life.